# Rinorea congesta
Rinorea congesta är en violväxtart som beskrevs av L.L. Forman. Rinorea congesta ingår i släktet Rinorea och familjen violväxter. Inga underarter finns listade i Catalogue of Life.